# Грефенкоп
Грефенкоп (нім. Grevenkop) — громада в Німеччині, розташована в землі Шлезвіг-Гольштейн. Входить до складу району Штайнбург. Складова частина об'єднання громад Кремпермарш.
Площа — 9,63 км2. Населення становить 320 ос. (станом на 31 грудня 2020).